# Cromosoma inorgánico basado en silicio

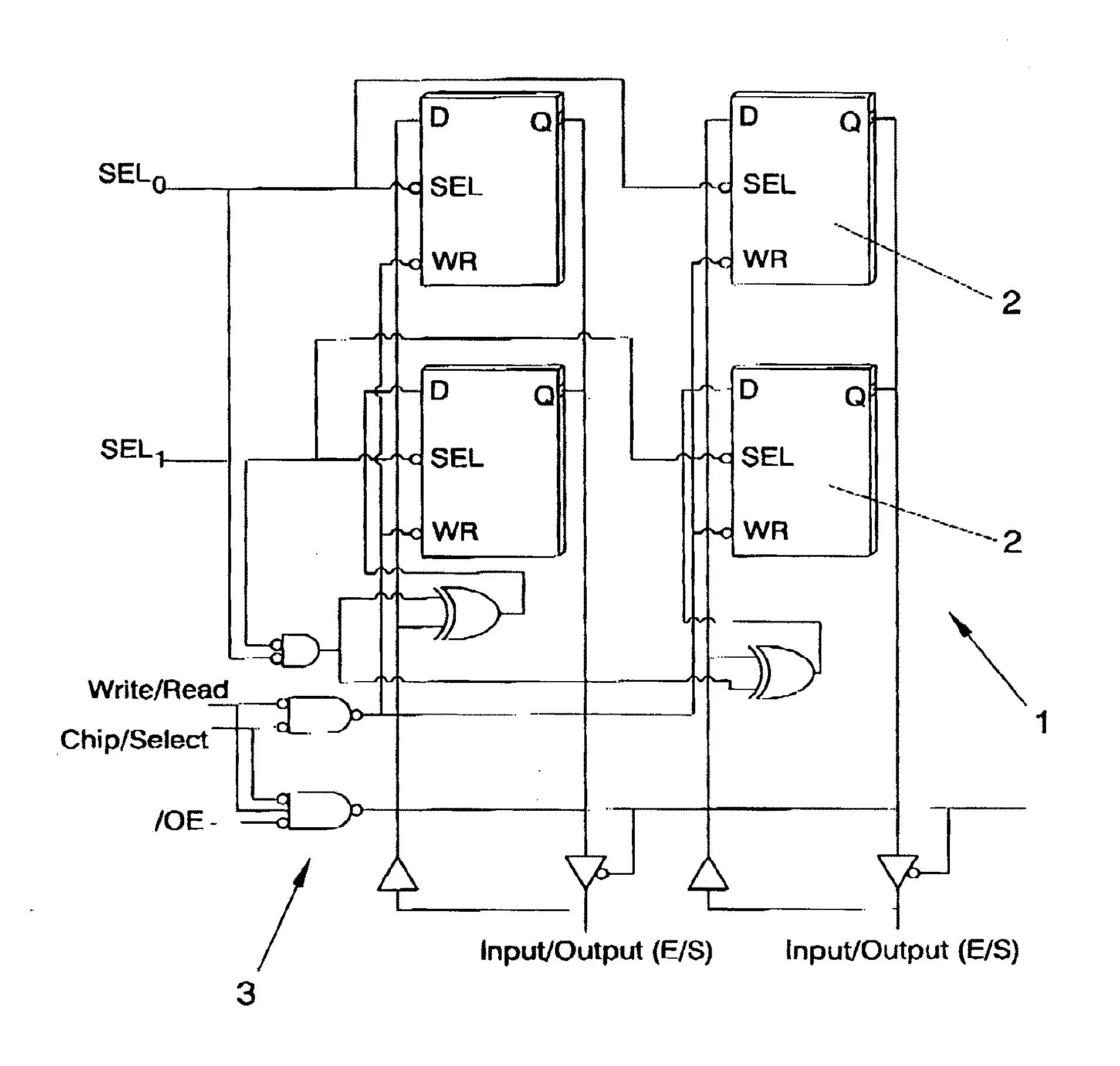
Imagen 1 - Unidad Inchrosil o par de nucleótidos electrónicos

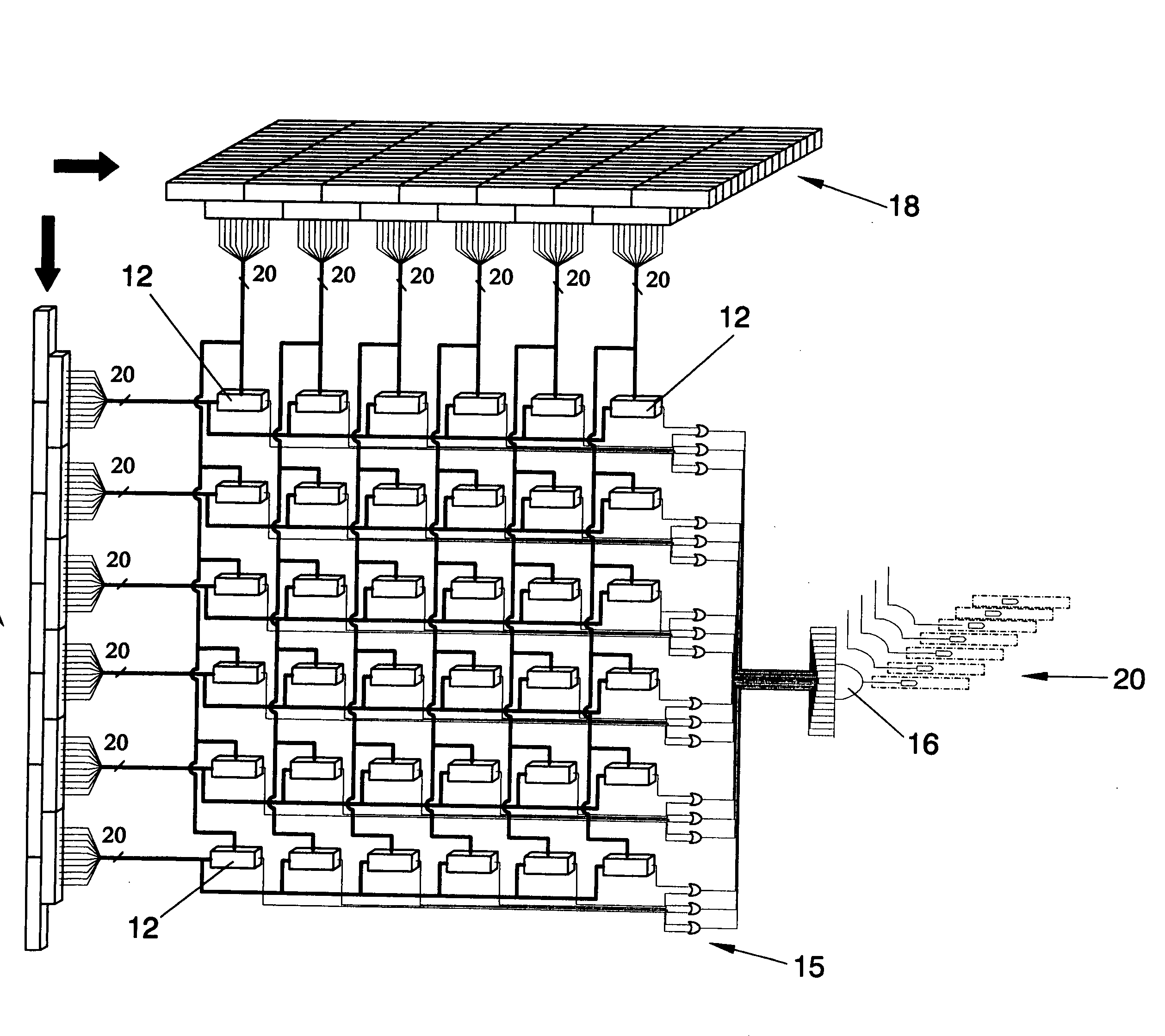
Imagen 2 - Circuito completo para resolver el problema del camino Hamiltoniano

Un cromosoma inorgánico basado en silicio (en inglés Inorganic Chromosome based in Silicon (InChroSil)) es un circuito electrónico que emula el comportamiento y la estructura del ADN orgánico, es decir, con componentes electrónicos se reproduce con toda exactitud la estructura de la doble hélice del ADN, siendo las bases de los nucleótidos componentes electrónicos, y los enlaces químicos entre las bases, también son componentes electrónicos. Esto permite tener un ADN artificial construido con silicio (circuito integrado o semiconductor).

## Historia
Inchrosil fue inventado y patentado en 2006 por tres hermanos (Silvia, Carlos y José Daniel Llopis Llopis) en la habitación de uno de ellos y con pocos recursos. El primer prototipo solo representaba un par nucleótido y tenía una dimensiones de una cuartilla de papel. Hoy en día se ha desarrollado y mejorado el circuito y, con el mismo espacio se pueden almacenar billones de nucleótidos y con un ahorro de espacio de almacenamiento del 88 por cien, con respecto a los sistemas de almacenamiento genético actual.
En la actualidad se construyen los prototipos en la sala blanca de Microsystems Technology Laboratories (MTL) perteneciente al Instituto Tecnológico de Massachusetts (MIT) y con personal de la compañía Threellop Nanotechnology Inc, siendo esta última la propietaria de la propiedad industrial (patente).

## Características deInChroSil
Inchrosil almacena no solo la hebra principal, sino la complementaria, además de poder almacenar cadenas de ADN incompletas, es decir, nucleótidos donde no posean su complementario. Con esta característica se pueden tener muchas combinaciones de una misma cadena de ADN y, realizarse miles de acoplamientos de hebras incompletas necesarias para la computación con ADN.
En la misma posición que se almacena el nucleótido,InChroSil tiene diseñado un sistema de calidad del nucleótido. Este sistema ocupa la misma posición que el nucleótido y permite mostrar la calidad con que se ha tomado el nucleótido en la secuenciación, con esto tenemos 4 niveles que varían en un 25 por cien cada uno.
Cuando se diseñó InChroSil se quería que fuera interoperable con los sistemas informáticos actuales, ya que, hoy en día, existen implementaciones con ADN orgánico, pero no pueden operar con los sistemas convencionales, además de poseer un carácter perecedero.

## Reproducción del experimento de Adleman
Los hermanos llopis reprodujeron mediante hebras Inchrosil el experimento del Prof. Leornard Adleman, el cual demostró que con hebras de ADN orgánico se puede resolver el problema del camino hamiltoniano con ADN (computación basada en ADN). Desde 1994 se han realizado varios desarrollos con ADN orgánico para construir máquinas con ADN, pero con el inconveniente de que el material era perecedero, es material orgánico, por ese motivo en el 2006 y de la mano de los hermanos Llopis se implementó una versión con circuitos integrados, para que de esta forma fuera infinitamente reprogramable y con una durabilidad de la información de más de 40 años.

## Usos deInChroSil
Inchrosil se utiliza sobre todo para almacenamiento masivo de secuencias de ADN, siendo sus usos:
- Identificación genética personal, con el almacenamiento de la huella genética. Su invención se debe el doctor Alec Jeffreys en la Universidad de Leicester en 1984.
- Estudios genéticos, siendo la herramienta donde se almacenaría secuencias grandes, que se podría comparar y manipular digitalmente.
- Bancos genéticos, donde se almacenen cantidades grandes de información genéticas.
- Clasificación de especies y animales.
- Herramienta para estudios médicos (genéticos).

## Cod-InChroSil (CodificationInChroSil)
Además de almacenar información genética, InChroSil puede almacenar información no genética, como imágenes, archivos de música o texto. Esto se consigue traduciendo esta información en hebras de ADN, para ello se utiliza un sistema de codificación patentado que traduce esta información heterogénea en ADN (nucleótidos).